# Meiomeniidae
De Meiomeniidae is een familie van weekdieren uit de orde Pholidoskepia.

## Geslachten
- Meioherpia Salvini-Plawen, 1985
- Meiomenia Morse, 1979